# テプティーイウカ
テプティーイウカ（ウクライナ語：Тепті́ївка；意訳：「テプティーイの村」）は、ウクライナのキエフ州オブーヒウ地区にある村。ローシ川河岸に位置する。面積は約1.5km²（2005年）。人口は345人（2005年）。